# Zastawa
Zastawa (niem. Muttriner Mühle) – osada w Polsce, położona w województwie zachodniopomorskim, w powiecie białogardzkim, w gminie Tychowo, ok. 2 km na zachód od Motarzyna.
W latach 1975–1998 osada należała do województwa koszalińskiego. 
Według danych UM na dzień 31 grudnia 2014 roku osada miała 2 mieszkańców. Osada wchodzi w skład sołectwa Motarzyn. Najmniejsza miejscowość gminy.
W osadzie znajduje się gospodarstwo agroturystyczne.